# Rosa Mora i López
Rosa Mora i López (Sant Cugat, 1936 - Terrassa, 1990) fou promotora, defensora i impulsora de la cultura popular de la ciutat de Terrassa. Va contribuir decisivament a la recuperació i la consolidació del carnestoltes i de la festes majors de Terrassa, i va tenir una dedicació altruista i activa al moviment veïnal. Fou cap-gròs de l'any de la ciutat l'any 1991, el primer atorgat com a homenatge pòstum.